# Années potentielles de vie perdues
Les années potentielles de vie perdues est une statistique de l'OCDE qui mesure le nombre d'années d'espérance de vie qui ont été perdues du fait d'un décès prématuré. 
Elle représente une alternative à la mesure du taux de mortalité qui renforce le poids relatif des décès survenus sur des personnes jeunes.
En anglais, elle est nommée years of potential life lost (YPLL) ou potential years of life lost (PYLL).
Une autre statistique usuelle dans ce domaine est la mesure de l'espérance de vie corrigée de l'incapacité.

## Méthode de calcul
La méthode de calcul usuelle pour les pays de l'OCDE consiste à retenir une espérance de vie de 65 ans. Les décès avant 65 ans sont pris en compte suivant la différence entre l'âge du décès et 65 ans. Les décès après 65 ans sont ignorés dans le calcul. Le taux est obtenu ensuite en divisant par l'effectif de la population de moins de 65 ans,,.

## Valorisation de la vie humaine
Les années potentielles de vie perdues sont une donnée utilisée pour mesurer la valorisation de la vie humaine servant à évaluer l’impact de dépenses, d'investissements ou de réglementations publiques sur le risque décès, les autorités publiques déterminant le budget optimal à consacrer à chaque projet par une analyse avantages-coûts. Cette valorisation fait l’objet d’une littérature académique théorique et empirique abondante,,. Les études s'appuient sur la notion de capital humain mesurant la valeur d’une vie humaine à partir de sa contribution au bien-être de la société. Cette valorisation se calcule ainsi en termes de revenu et de production et de probabilité de PYLL. Une autre approche consiste à évaluer la disposition à payer (en) (concept formulé par Jacques Drèze en 1962, montant qu’une personne est prête à payer pour diminuer son exposition au risque.